# Levantamento de peso nos Jogos Pan-Americanos de 2007 - Até 53 kg feminino
A categoria até 53 kg feminino do levantamento de peso nos Jogos Pan-Americanos de 2007 foi disputada no Pavilhão 2 do Complexo Esportivo Riocentro em 15 de julho com oito halterofilistas de sete Comitês Olímpicos Nacionais (CON).
A dominicana Yudelquis Contreras conquistou a medalha de ouro ao levantar um total de 207 kg, além de quebrar os recordes pan-americanos da categoria no arranque, arremesso e total. Ana Margot Lemos, da Colômbia, ficou com a prata com um total de 190 kg, e Melanie Roach, dos Estados Unidos, obteve a medalha de bronze ao finalizar com 182 kg.

## Medalhistas
| Ouro   | DOM Yudelquis Contreras |
| Prata  | COL Ana Margot Lemos    |
| Bronze | USA Melanie Roach       |

## Resultados
| Pos.              | Atleta                  | Grupo | Peso  | Arranque (kg) | Arranque (kg) | Arranque (kg) | Arranque (kg) | Arremesso (kg) | Arremesso (kg) | Arremesso (kg) | Arremesso (kg) | Total (kg) |
| Pos.              | Atleta                  | Grupo | Peso  | 1             | 2             | 3             | Result.       | 1              | 2              | 3              | Result.        | Total (kg) |
| ----------------- | ----------------------- | ----- | ----- | ------------- | ------------- | ------------- | ------------- | -------------- | -------------- | -------------- | -------------- | ---------- |
| Medalha de ouro   | DOM Yudelquis Contreras | A     | 52,75 | 86            | 90            | 95            | 95            | 107            | 112            | 112            | 112            | 207        |
| Medalha de prata  | COL Ana Margot Lemos    | A     | 52,65 | 80            | 84            | 84            | 84            | 102            | 106            | 111            | 106            | 190        |
| Medalha de bronze | USA Melanie Roach       | A     | 52,70 | 74            | 77            | 77            | 74            | 101            | 104            | 108            | 108            | 182        |
| 4                 | VEN Inmara Henrique     | A     | 52,70 | 75            | 77            | 78            | 78            | 100            | 103            | 105            | 103            | 181        |
| 5                 | PUR Widalys Arroyo      | A     | 52,70 | 70            | 75            | 75            | 70            | 95             | 100            | 105            | 100            | 170        |
| 6                 | BRA Valdirene Laia      | A     | 51,80 | 63            | 65            | 67            | 67            | 80             | 83             | 84             | 84             | 151        |
| 7                 | NCA Silvia Artola       | A     | 52,85 | 65            | 70            | 70            | 65            | 80             | 80             | 82             | 80             | 145        |
| 8                 | BRA Rosane Santos       | A     | 52,15 | 67            | 71            | 71            | 67            | 77             | 77             | 77             | 77             | 144        |

Legenda
| Recorde mundial                  | Recorde mundial (World record)               |                       | Recorde africano                      | Recorde africano (African) |                                           | Q | Classificado por posição (Qualified) |
| Recorde dos Jogos Pan-Americanos | Recorde pan-americano (Pan-American record)  | Recorde da América    | Recorde da América (Americas)         | q                          | Classificado por melhor tempo (Qualified) |   |                                      |
| Melhor marca do ano              | Melhor marca do ano (World leading)          | Recorde asiático      | Recorde asiático (Asian)              | DNS                        | Não largou (Did not start)                |   |                                      |
| Recorde nacional                 | Recorde nacional (National record)           | Recorde europeu       | Recorde europeu (European)            | DNF                        | Não terminou (Did not finish)             |   |                                      |
| Recorde pessoal                  | Recorde pessoal do atleta (Personal best)    | Recorde da Oceania    | Recorde da Oceania (Oceania)          | DSQ / DQ                   | Desclassificado (Disqualified)            |   |                                      |
| Recorde da temporada             | Recorde da temporada do atleta (Season best) | Recorde sul-americano | Recorde sul-americano (South America) | NM                         | Sem marca (No mark)                       |   |                                      |